# Rafael Núñez
Rafael Wenceslao Núñez Moledo (Cartagena, 28 settembre 1825 – Cartagena, 18 settembre 1894) è stato un politico colombiano.
Fu il primo Presidente della Repubblica di Colombia dopo l'approvazione di una Costituzione centralizzata che abolì gli Stati Uniti di Colombia.

## Biografia
Deputato dal 1851 e Ministro delle Finanze dal 1855 al 1857, fu per lungo tempo ambasciatore in Gran Bretagna e nel 1880 venne eletto presidente della Colombia (rieletto poi nel 1884, 1887, 1888). Divenendo via via sempre più dittatoriale Núñez tenne il potere fino alla morte che avvenne nel quartiere di El Cabrero a Cartagena, fornendo nel 1886 una nuova Costituzione unitaria che restaurò molti dei privilegi della Chiesa cattolica.